# 身體質量指數
身体质量指数（英語：Body Mass Index，简称）又稱凯特莱指数（Quetelet index，/kɛtəˈleɪ/），简称体质指数，是由一个人的质量（体重）和身高计算出的一个数值。BMI的定义是体重除以身高的平方，以千克/平方米为单位表示，由质量（千克）和身高（米）得出：
{\displaystyle {\mbox{BMI}}={\frac {w}{h^{2}}}}，其中w为體重；h为身高。

## BMI應用的局限性
医疗单位和统计界都强调了BMI的局限性，這是由於BMI主要反應整體體重，無法區別體重中脂肪組織與非脂肪組織（包括肌肉、器官），同樣身高體重的人可算出相同的BMI，但其實脂肪量不同；因此BMI應為整體營養狀態的指標，以往拿來做為肥胖的指標，是因發現BMI與體脂肪在統計上有高度相關；但在同樣BMI之下，仍會有體脂肪率的差異。此外，BMI也無法確認脂肪組織是分布在腹部或四肢，前者與心臟病、高血壓、糖尿病風險增加高度相關。

## 成人的BMI
數值的意義如下：
| 状态                  | BMI (kg/m2) | BMI (kg/m2) | BMI 準比 | BMI 準比 |
| --------------------- | ----------- | ----------- | -------- | -------- |
|                       | 最低        | 最高        | 最低     | 最高     |
| 体重过轻 （严重消瘦） |             | 16          |          | 0.64     |
| 体重过轻 （中度消瘦） | 16          | 17          | 0.64     | 0.68     |
| 体重过轻 （轻度消瘦） | 17          | 18.5        | 0.68     | 0.74     |
| 体重正常              | 18.5        | 25          | 0.74     | 1.00     |
| 体重过重 （肥胖前期） | 25          | 30          | 1.00     | 1.20     |
| 肥胖I级（轻度肥胖）   | 30          | 35          | 1.20     | 1.40     |
| 肥胖II级（中度肥胖）  | 35          | 40          | 1.40     | 1.60     |
| 肥胖III级（严重肥胖） | 40          |             | 1.60     |          |

由於BMI沒有將體脂肪率計算在內，所以一個BMI超重的人，實際上可能並非肥胖。例如健身者，由於體重有高比例的肌肉，他的BMI可能會超過30。如果他們身體的脂肪比例很低，那就不需要減重。
根據1994年国家健康营养调查的統計數字，59%的男性及49%的女性的BMI都超過25。對於嚴重肥胖(其BMI超過40的人)，男性佔2%，而女性則佔4%。其他國家的健康機構亦有各自的統計數值。

### 东南亚与亚洲其他地区标准
世界衛生組織經過專家評估後認為，東南亞成人的超重指標低於世界平均水平。根據各國情况的不同，超重的分界值在22到25間浮動，肥胖的分界值則在26到31間變動。因此，亚洲各国分别制定各自的超重和肥胖分界值。例如在新加坡，超重标准是23以上，肥胖标准是27.5以上。但为统计和相互比较的方便，世界卫生组织任建议各国按世界平均标准的各级划分来上报统计数据。
在臺灣，行政院衛生署（今衛生福利部）乃根據其相關研究，於2002年4月公佈臺灣成人肥胖標準：BMI＜18.5 為過輕，18.5≦BMI＜24 為正常體重，24≦BMI＜27 為過重，BMI≧27 即為肥胖。
在中国大陸官方发布的《中国成人超重和肥胖症预防控制指南》所认定的体重腰围的适宜值及其与相关疾病的关系为：
| 分类     | BMI       | 腰围（公分）    | 腰围（公分）        | 腰围（公分）    |
| 分类     | BMI       | 男：<85 女：<80 | 男：85-95 女：80-90 | 男：≥95 女：≥90 |
| -------- | --------- | --------------- | ------------------- | --------------- |
| 体重过低 | <18.5     | ——              | ——                  | 危险            |
| 体重正常 | 18.5-23.9 | ——              | 危险                | 高危险          |
| 超重     | 24-27.9   | 危险            | 高危險              | 极高危险        |
| 肥胖     | ≥28       | 高危险          | 极高危险            | 最極高危险      |

- 相关疾病指高血压、糖尿病、高血脂等异常和危险因素聚集

## 兒童與青少年的BMI
BMI並不单单適用於成年人。對於成長中的儿童，我们亦可利用他们的BMI來推算他们是否超重。BMI計算式亦適用於15-20岁的人，但他们的過重及過輕定義方法，就不是用固定的BMI決定。這是因為兒童青少年正處發育期，BMI隨著發育在變動，若使用一個固定數值，容易造成錯誤判斷。
很多國家及地區每年都會為當地的兒童作身高和體重的統計。這些統計數據，都須先調查族群中健康兒童的BMI分布，從而再根據這個分布，推算出當地兒童的過重及過輕指標。一般來說，都會採用統計出來的平均BMI及其標準差值，再計算出其常態分布的最高5%及最低5%作為過重及過輕指標。另一方面，其BMI位於常態分布的85%-95%區段的兒童，會被視為有超重的風險。

## 肥胖悖論
早期臨床研究觀察顯示，在慢性病患中，BMI較低者的死亡率比BMI較高者來得高。最早是在1999年發現過重與肥胖的透析洗腎患者中較長的存活率，後來也在心血管疾病病患、護理之家的老邁住民以及慢性阻塞性肺病（COPD）病患中觀察到此現象，這稱為肥胖悖論。
近年來發現，老年族群亦有此一現象。但根據國民營養健康狀況變遷調查資料顯示，老年族群中所觀察到的BMI低死亡風險較高現象，是因為BMI低其實反映肌肉量比較少的狀況，因此BMI低亦反映肌肉少（或肌肉减少症）的健康風險。

## 備註
1. ↑  “準比”的意思是與標準的比值。BMI prime的定義是實際BMI與標準BMI上限的比值；此表顯示歐美以25為標準BMI上限。[4][5]

## 外部連結
- （繁體中文）衛生福利部國民健康署 健康九九網站 線上BMI 測試 （页面存档备份，存于）
- （简体中文）身高體重指數 （页面存档备份，存于） - 在线身体质量指数计算器
- （英文）growth chart 美國兒童成長比照圖 （页面存档备份，存于）
- （英文）美國兒童BMI計算機 （页面存档备份，存于）
- （英文）The BMI-calculator （页面存档备份，存于）
- （英文）BMI calculator（页面存档备份，存于）
- BMI計算機 （页面存档备份，存于）
- （简体中文）《中国成人超重与肥胖症预防控制指南(试行)》，广东省疾病预防控制中心